# Sebastian Bieniek
Sebastian Bieniek (n. 24 aprilie 1975, Czarnowasy, Polonia – d. 9 februarie 2022) a fost un pictor, fotograf, regizor și scriitor german.

## Biografie
Sebastian Bieniek și-a petrecut copilăria în Polonia până la vârsta de 13 ani, apoi el și familia sa au emigrat în Germania. Interesul său pentru artă, pictură în special, a început foarte devreme, el participând la numeroase expoziții pană la vârsta de 20 de ani. A urmat Colegiul de artă Braunschweig, cu un masterat în fotografie, urmat de un masterat în arte la Universitatea de Arte din Berlin. Primele sale filme au fost făcute la Universitatea de Arte Berlin. A lucrat apoi în străinătate și ulterior a primit o bursă din partea Tineretul Germano-Francez din Rennes, unde finalizează mai multe lucrări. Sebastian Bieniek a început studiile la Academia Germana de film și televiziune Berlin în 2002.
În 2011 Sebastian Bieniek a scris cartea REALFAKE.

## Cărți
- 2011: REALFAKE. Berlin,  ISBN 978-3-942835-35-0

## Filmografie
- 2002: Zero
- 2004: Sand - „Nisip”
- 2005: Sugar - „Zahăr”
- 2007: Die Spieler⁠(de)[traduceți] - „Cartoforul”
- 2008: Silvester Home Run